# Roger Stanier
Roger Yate Stanier (22. října 1916 Victoria – 29. ledna 1982 Paříž) byl kanadský mikrobiolog, který působil především v USA a později v Paříži.

## Život
Na univerzitě ve Stanfordu ho vyučoval Cornelius van Niel, v letech 1947–1971 působil na Univerzitě v Berkeley a od roku 1971 pracoval na Pasteurově ústavu. Zabýval se například katabolickými procesy, sinicemi a ostatními fotosyntetizujícími bakteriemi, vysvětlil způsob účinku streptomycinu a odhalil detaily buněčné diferenciace zvláštních bakterií Caulobacter, zkoumal pseudomonády, ale například také obhajoval dělení života na eukaryota a prokaryota. Napsal učebnici The Microbial World, vydanou v pěti edicích v průběhu 30 let.
V roce 1977 se stal rytířem francouzského Řádu čestné legie.